# غريغ سوتو
غريغ سوتو (بالإنجليزية: Greg Soto)‏ هو فنان قتال مختلط أمريكي، ولد في 3 يونيو 1986 في نيويورك في الولايات المتحدة.

## وصلات خارجية
- غريغ سوتو على موقع يو إف سي (الإنجليزية)
- غريغ سوتو على موقع شيردوغ (الإنجليزية)